# L'histoire d'un crime
L'histoire d'un crime è un cortometraggio del 1908 diretto da Lucien Nonguet.

## Trama
Durante una rapina, un ladro commette un omicidio. L'uomo verrà arrestato e costretto a far fronte alle sue responsabilità.

## Storia
La storia di questo film si è ispirata ad un fatto realmente accaduto in quell'epoca e che fu riportato sui giornali.